# Processo alieno
Il romanzo Processo alieno (Illegal Alien) è un thriller legale di fantascienza dello scrittore canadese Robert J. Sawyer pubblicato nel 1997; nel 2003 ha vinto il Premio Seiun.
L'opera, ispirata al processo O. J. Simpson, narra del un primo contatto tra terrestri e extraterrestri provenienti da Proxima Centauri e di un omicidio di uno scienziato che vede sul banco degli imputati uno degli alieni.

## Storia editoriale
L'autore afferma di aver trovato l'ispirazione per l'opera mentre stava scrivendo un altro romanzo, Starplex (1996); il processo O. J. Simpson monopolizzava i programmi televisivi e Sawyer seguiva i dibattiti con interesse nei confronti del sistema giudiziario statunitense ma, in quanto canadese e non colpito dalla notorietà dell'imputato, con distacco nei suoi confronti.
Con questo storia l'autore ha coniugato i due generi da lui maggiormente amati: la fantascienza e il giallo.
Nel 2003, in Giappone, al romanzo è stato assegnato Premio Seiun come miglior libro di fantascienza pubblicato in lingua giapponese nel 2002.

## Trama
Una navicella aliena ammara nell'oceano e viene raggiunta dalla portaerei statunitense USS Kitty Hawk, da una nave da crociera brasiliana e da un sottomarino russo. Un primo contatto viene stabilito tra i passeggeri alieni, appartenenti alla razza Tosok proveniente da Proxima Centauri, Frank Nobilio, consigliere scientifico della Casa Bianca e Cletus Calhoun, un noto divulgatore scientifico. I Tosok spiegano che la loro astronave, rimasta in orbita intorno alla Terra, è stata danneggiata dall'urto con un asteroide nella fascia di Kuiper mentre l'equipaggio era ibernato. Nel tentativo di risolvere l'avaria due di loro, Hask e Seltar, sono stati risvegliati; Seltar è rimasta vittima di un mortale incidente durante le riparazioni. I sette Tosok hanno deciso di chiedere aiuto ai terrestri che accettano di riparare il guasto: seguendo le indicazioni tecniche degli alieni le riparazioni richiederanno circa due anni di tempo.
È trascorso un anno e, mentre i terrestri studiano la tecnologia aliena per poter iniziare le riparazioni alla loro astronave, i sette Tosok componenti l'equipaggio alieno visitano la Terra, ospiti di varie nazioni mondiali. Un giorno, mentre gli alieni soggiornano in un'università californiana vicino a Los Angeles, Cletus Calhoun viene trovato morto, il suo corpo smembrato e alcuni organi sottratti. I sospetti si concentrano su Hask, poiché la sua recente muta della pelle, gli avrebbe permesso di liberarsi di eventuali tracce di sangue della vittima. Hask viene arrestato, nonostante si professi innocente. Il Presidente degli Stati Uniti chiede a Frank Nobilio di cercare per l'alieno il miglior avvocato possibile, considerando che un'eventuale sentenza di colpevolezza e la conseguente condanna a morte avrebbero interrotto i rapporti di collaborazione scientifica tra le due razze. La difesa del Tosok viene affidata a Dale Rice, un afro-americano famoso per il suo impegno nella difesa dei diritti civili. Il caso è complesso e la difesa si trova a dover fronteggiare un'accusa particolarmente tenace, rappresentata dal procuratore distrettuale Linda Ziegler, e a doversi districare tra le peculiarità morfologiche, religiose, tecnologiche e culturali dei Tosok.
Durante le varie fasi dibattimentali Dale Rice si convince dell'innocenza di Hask e ipotizza che l'assassino possa essere l'ottavo alieno dichiarato morto nell'incidente ma in realtà nascosto sulla Terra. Quando l'avvocato espone in aula questa teoria, Hask è stavolto e chiede al suo legale di abbandonare quella linea difensiva. Nobilio intuisce, dall'inusuale comportamento dell'accusato, che gli alieni nascondono molti segreti. L'alieno promette di rivelare i segreti tenuti nascosti, purché gli sia consentito di abbandonare temporaneamente Los Angeles; con l'appoggio dei servizi segreti statunitensi l'alieno conduce Nobilio e l'avvocato in un luogo remoto nei Territori del Nord-Ovest dove, ben mimetizzata è nascosta una navicella Tosok; Seltar, la compagna di Hask, è viva e lì si nasconde. I due alieni spiegano a Frank e Rice che l'astronave Tosok faceva parte di una spedizione lanciata nei sistemi solari limitrofi a Proxima Centauri, alla ricerca di esseri viventi "perfetti" che sarebbero dovuti essere la prova dell'esistenza di un dio; qualora la razza contattata si fosse rivelata "imperfetta" i Tosok si sarebbero sentiti legittimati a estiguerla per scongiurare la possibilità di essere a loro volta sterminati.
Hask ammette di essere stato responsabile della morte di Calhoun, ucciso per sbaglio quando l'uomo lo aveva scoperto a comunicare segretamente con la compagna: l'alieno ignorava la morfologia terrestre e aveva pensato che profonde ferite non sarebbero state letali così come non lo erano per i Tosok. Una volta accortosi dell'errore, Hask aveva dissezionato l'uomo e, trovata la prova dell'imperfezione umana nella conformazione della pupilla, della laringe e dell'appendice, aveva distrutto tali organi nella speranza che i compagni non giungessero alle sue stesse conclusioni e quindi non avviassero lo sterminio della vita sulla Terra. Hask e Seltar, infatti, fanno parte di un movimento rivoluzionario che non accetta il principio che muove la società Tosok, secondo il quale il genocidio delle razze concorrenti sia lecito. Grazie a queste informazioni gli alieni, ad eccezione di Seltar, vengono arrestati ma Hask scagionato ben presto per il reato di omicidio volontario, derubricato in omicidio involontario. Nell'epilogo un'altra astronave atterra e gli alieni sbarcati spiegano di provenire da Epsilon Indi e di appartenere ad una razza scampata al genocidio Tosok. Una guerra ha visto coinvolte le due razze da cui i Tosok sono usciti sconfitti. La nuova razza aliena, soprannominata "Twirlers" dai terrestri, è alla ricerca dei Tosok scampati, dispersi nella galassia, per processarli per i genocidi perpetrati. Dale Rice decide di proporsi quale avvocato difensore dei Tosok e parte con l'astronave dei Twirlers per organizzare la difesa.

## Personaggi
Francis "Frank" NobilioIl consigliere scientifico del presidente degli Stati Uniti.
Cletus CalhounFamosissimo astronomo e divulgatore scientifico. Viene trovato morto, probabilmente ucciso da uno degli alieni.
HaskL'extraterrestre accusato dell'omicidio.
Jesus PerezIl tenente della polizia di Los Angeles che indaga sull'omicidio di Calhoun.
Dale RiceSessantasettenne avvocato afro-americano, famoso per il suo impegno nella difesa dei diritti civili, accetta di difendere l'alieno accusato dell'omicidio di Calhoun.
Linda ZieglerLa quarantunenne procuratore distrettuale e responsabile per l'accusa contro Hask.
Albert DyckIl giudice chiamato a presiedere il processo.
SeltarLa compagna di Hask, creduta morta in un incidente nello spazio ma nascostasi per osteggiare i propositi di sterminio dei compagni.
KelkadIl comandante dell'astronave aliena.

## Edizioni
- (EN) Robert J. Sawyer, Illegal Alien, 1ª ed., The Easton Press, 1997,  p. 292.
- Robert J. Sawyer, Processo alieno, traduzione di Giorgia Gatta, Solaria n.5, Fanucci, 2001, ISBN 88-347-0817-2.
- (FR) Robert J. Sawyer, Un procès pour les étoiles, traduzione di Nathalie Serval, Millénaires n.6068, Parigi, J'ai lu, 2001.
- (JA) Robert J. Sawyer, イリーガル・エイリアン, traduzione di Uchida Masayuki, Hayakawa, 2002, ISBN 978-4-15-011418-3.